# Nepas
Nepas ist ein Ort und eine Gemeinde (municipio) mit nur noch 50 Einwohnern (Stand: 2024) im Süden der Provinz Soria in der Autonomen Gemeinschaft Kastilien-León. Die Gemeinde gehört zur bevölkerungsarmen Serranía Celtibérica. Die katholische Kirchengemeinde gehört zum Bistum Osma-Soria.

## Lage
Der Ort Nepas liegt auf der Westseite des Iberischen Gebirges in der von Felsen und Hügeln durchsetzten Hochebene (meseta) im Süden der Provinz Soria in einer Höhe von ca. 1025 m. Die Entfernung zur nördlich gelegenen Provinzhauptstadt Soria beträgt ca. 42 km (Fahrtstrecke). Der kleine aber historisch bedeutsame Ort Almazán liegt nur etwa 14 km in südwestlicher Richtung entfernt. Das Klima ist gemäßigt; Regen (ca. 500 mm/Jahr) fällt überwiegend im Winterhalbjahr.

## Bevölkerungsentwicklung
| Jahr      | 1857 | 1900 | 1950 | 2000 | 2019 |
| Einwohner | 331  | 289  | 282  | 87   | 51   |

Die zunehmende Mechanisierung der Landwirtschaft, die Aufgabe bäuerlicher Kleinbetriebe (Höfesterben) und der daraus resultierende Verlust an Arbeitsplätzen haben in hohem Maße zum deutlichen Rückgang der Bevölkerung seit den 1950er Jahren beigetragen (Landflucht).

## Wirtschaft
Die Gemeinde lebte jahrhundertelang ausschließlich vom Getreideanbau (Gerste und Weizen), der hauptsächlich für die Selbstversorgung betrieben wurde; auch Viehhaltung (Schafe, Ziegen, Hühner) fand in geringem Maße statt. Der Ort Nepas diente als merkantiles, handwerkliches und kulturelles Zentrum für die inzwischen zumeist verschwundenen Weiler und Einzelgehöfte in seiner Umgebung. Heute spielt die Landwirtschaft immer noch die wichtigste Rolle, doch sind auch geringfügige Einnahmen aus dem Tourismus (Vermietung von Ferienwohnungen) zu verzeichnen.

## Geschichte
Nach der arabisch-maurischen Eroberung entvölkerten sich weite Gebiete im Norden der Iberischen Halbinsel. Im 10. Jahrhundert begann unter dem kastilischen Grafen Gonzalo Téllez die in der zweiten Hälfte des 11. Jahrhunderts unter Alfons VI. vollendete Rückeroberung (reconquista) Altkastiliens, die in der Einnahme der etwa 250 km (Luftlinie) weiter südwestlich gelegenen Stadt Toledo im Jahr 1085 ihren vorläufigen Höhepunkt fand. Wahrscheinlich in dieser Zeit wurde Nepas von Siedlern aus dem christlichen Norden neu- oder wiederbesiedelt (repoblación); es gehörte später zum Verwaltungsbezirk der Villa y Tierra de Almazán.

## Sehenswürdigkeiten
- Schmuckstück des Ortes ist die aus dem ausgehenden 12. oder beginnenden 13. Jahrhundert stammende Kirche San Adrián; die jedoch im 17./18. Jahrhundert umgestaltet wurde. Zum Originalbestand gehören die halbrunde Apsis und die Südwand der Kirche mitsamt dem Portal. Die Apsis mit ihren zwei vorgestellten Dreiviertelsäulen schließt mit einem Konsolenfries nach oben ab; das Fenster wurde später eingefügt. Das zwischen zwei Strebepfeilern auf der Südseite befindliche und gegenüber der Wandflucht leicht vorgezogene romanische Archivoltenportal bildet den einzigen Zugang zur einschiffigen, aber gewölbten Kirche. Die erhöhte Vierung mit ihren beiden Seitenkapellen entstand im 17./18. Jahrhundert; selbiges gilt für den querrechteckigen und oben in einer Glockenstube endenden Westturm, dessen völlig schmucklose Mauern nahezu wehrhaft wirken.[5]
- Auf dem Platz vor der Kirche steht ein Brunnen (fuente) aus dem 17. Jahrhundert.